# Ella Hunter
Ella Hunter, es un personaje ficticio de la serie de televisión australiana Home and Away, interpretado por varios infantes entre ellos Zoe Littler, Indya Bottomsley, Paris Steen, Matina Commes, Toby Wormer y Jack Thompson II en el 2006. 

## Biografía
Después de salir por un tiempo a inicios del 2005 Tasha Andrews y Robbie Hunter se "casaron" en una ceremonia de compromiso, sin embargo a mediados del mismo año cuando Tasha se unió a un culto llamado "The Believers", la relación comenzó a deteriorarse, ya que Robbie no confiaba en los integrantes del culto. A pesar de las advertencias de Robbie y sus amigos Tasha decidió ir a vivir con el culto y acusó a Robbie, Irene Roberts y Martha MacKenzie - Holden de estar celosos.
Durante su estancia en el culto Tasha comenzó a acercarse a Michael Abraham, alias Jonah. Robbie decidió ir a buscarla pero cuando una tormenta azoto Summer Bay en el 2006, mientras caminaba a lado del río Robbie fue empujado, al caer logró aferrarse a una rama y cuando comenzó a pedir ayuda Jonah apareció, convenientemente Jonah perdió sus fuerzas, lo que ocasionó que Robbie resbalara y fuera arrastrado por la corriente. 
Cuando sus gafas fueron encontradas al día siguiente Tasha creyó lo peor, pero poco después fue encontrado inconsciente en la orilla del río. Cuando Robbie se recuperó acusó a Jonah de haberlo empujado al río, sin embargo Tasha no le creyó y lo acusó de tratar de ponerla en contra de Jonah, Robbie furioso por las acusaciones de Tasha decidió alejarse de ella.
Sin embargo cuando Robbie recibió una llamada de una joven llamada Rebecca, esta le dijo que Mama Rose, la madre de Jonah creía que Tasha era la mujer elegida para ser la madre del bebé que los llevaría a la gloria, cuando Robbie le preguntó como sabía todo eso Rebecca le contestó que ya lo habían intentado anteriormente con ella, pero que había logrado escapar.
Poco después Mama Rose drogó a Tasha y fue violada por Jonah. Luego de que fuera rescatada del campamento y de que los culpables fueran encarcelados, Robbie y Tasha oficializaron su matrimonio, en presencia de familiares y amigos.
Sin embargo el día de la boda Tasha se desmayó y fue llevada al hospital donde se enteraron de que estaba embarazada. Tasha y Robbie se dieron cuenta de lo que Jonah le había hecho, sin embargo Robbie amo al bebé como si fuera suyo, poco después Tasha dio a luz a una niña a la que Robbie llamó Ella. 
Después del nacimiento a Tasha se le resultó difícil establecer un vínculo con Ella, pero con la ayuda de Robbie logró hacerlo y comenzó a ser una verdadera para la pequeña, sin embargo la felicidad no duró ya que poco después Robbie descubrió que Mama Rose había logrado salir de la cárcel y que su único objetivo de obtener a la bebé, ya que seguía creyendo que era la elegida. 
Secretamente Mama Rose comenzó a enseñarle a Charity, una integrante del culto, cómo ganarse la confianza de Robbie y Tasha, desgraciadamente cuando Charity la obtuvo rapto a la bebé y se la llevó a Mama Rose quien comenzó a realizar una ceremonia de purificación para Ella, sin embargo fue rescatada por Tasha y Rachel quienes también habían sido secuestradas pero s elas habían arreglado para escapar y regresaron a salvo con sus familias. Poco después Robbie y Tasha se enteraron de que Jonah no era el padre de Ella, ya que este era infértil.
Luego de que recibieran una oferta por parte de Josie Russell, para que se fueran a vivir con ella, Ella junto a sus padres dejaron Summer Bay para mudarse a Boston, Massachausets, Estados Unidos. 